# 157. pehotna brigada (ZDA)
157. pehotna brigada (izvirno angleško 157th Infantry Brigade) je bila pehotna brigada Kopenske vojske Združenih držav Amerike.

## Odlikovanja
- Croix de Guerre s palmo
- Fourragère